# Gangavalli
Gangavalli är en ort i Indien.   Den ligger i distriktet Salem och delstaten Tamil Nadu, i den södra delen av landet, 1 900 km söder om huvudstaden New Delhi. Gangavalli ligger 209 meter över havet och antalet invånare är 10 905.
Terrängen runt Gangavalli är platt åt nordost, men åt sydväst är den kuperad. Runt Gangavalli är det tätbefolkat, med 276 invånare per kvadratkilometer. Närmaste större samhälle är Attur, 11,9 km norr om Gangavalli. Omgivningarna runt Gangavalli är en mosaik av jordbruksmark och naturlig växtlighet.